# Емил Вагенщайн
Вижте пояснителната страница за други личности с името Вагенщайн.
Емил Раймонд Вагенщайн е български оператор от еврейски произход, по-малък брат на Анжел Вагенщайн.

## Биография
Роден е на 11 декември 1930 година в Париж. Първоначално завършва средното си образование в Швейцария през 1949 година. След това учи в Техническия университет в Женева в периода 1948 – 1950 година.

## Филмография
- Der zweite Tod des Gregor Z. (1992)
- Бащи и синове
- Deathstalker IV: Match of Titans (1990)
- Неизчезващите
- Дом за нашите деца
- Време за път
- Денят не си личи по заранта (6-сер. тв, 1985)
- Златната река (1983)
- Най-тежкият грях
- Боянският майстор
- Мигове в кибритена кутийка
- Чуй петела
- Всеки ден, всяка нощ
- Малката русалка (1976)
- Светъл пример (тв, 1976)
- Сбогом любов (3-сер. тв, 1974)
- Трудна любов (1974)
- Иван Кондарев (1974)
- На всеки километър II
- Кит
- На всеки километър
- Привързаният балон
- Карамбол
- Призованият не се яви
- Неспокоен дом (1965)
- Веригата (1964)
- Черната река (1964)
- Хроника на чувствата (1962)